# Coryphaenoides microps
Coryphaenoides microps är en fiskart som först beskrevs av Smith och Lewis Radcliffe 1912.  Coryphaenoides microps ingår i släktet Coryphaenoides och familjen skolästfiskar. Inga underarter finns listade i Catalogue of Life.